# Leucocelis niveoguttata
Leucocelis niveoguttata är en skalbaggsart som beskrevs av Blanchard 1850. Leucocelis niveoguttata ingår i släktet Leucocelis och familjen Cetoniidae. Inga underarter finns listade i Catalogue of Life.